# Einmal ist keinmal

Le proverbe allemand einmal ist keinmal signifie « une fois ne compte pas » (litt. « une fois c'est jamais »), utilisé pour dire qu'un événement unique n'est pas important ou que l'on peut être pardonné la première fois qu'on fait une erreur (mais, implicitement, pas la deuxième fois). D'après le dictionnaire Pons, l'expression est traduisible en français par « Une fois n'est pas coutume ».
Ce proverbe est également utilisé dans le roman L'Insoutenable Légèreté de l'Être, de Milan Kundera, suivi de la déclaration : « Ne pouvoir vivre qu'une vie, c'est comme ne pas vivre du tout ». L'un des personnages principaux en est d'ailleurs l'incarnation personnifiée : « Tomas est né de la phrase einmal ist keinmal ».